# Saudie Ampatuan
Saudie Ampatuan (zm. 24 grudnia 2002 w Datu Piang na Filipinach) – burmistrz miasta Datu Piang.
W jego domu 24 grudnia 2002 doszło do eksplozji podłożonego ładunku. Zmarł w wyniku odniesionych obrażeń. Eksplozja miała miejsce podczas uroczystości żałobnych związanych ze śmiercią młodszego brata burmistrza oraz jego rodziny. O zorganizowanie zamachu przyznał się Islamski Front Wyzwolenia Moro (MILF).